# 格伦·W·索尔兹伯里
格伦·W·索尔兹伯里（英語：Glenn Wade Salisbury，1910年6月2日—1994年2月3日）是一位美国生殖生物学家，知名于推动乳牛的人工授精来增加优质品系，1974年当选美国国家科学院院士，1981年获沃尔夫农业奖。